# Гусман, Анастасио
Анаста́сио Гусма́н (исп. Anastasio Guzmán; XVIII век, Севилья, Испания — 1807, горы Льянханатес, Эквадор) — испанский фармацевт, ботаник, зоолог, путешественник; исследователь флоры и фауны Южной Америки.

## Биография

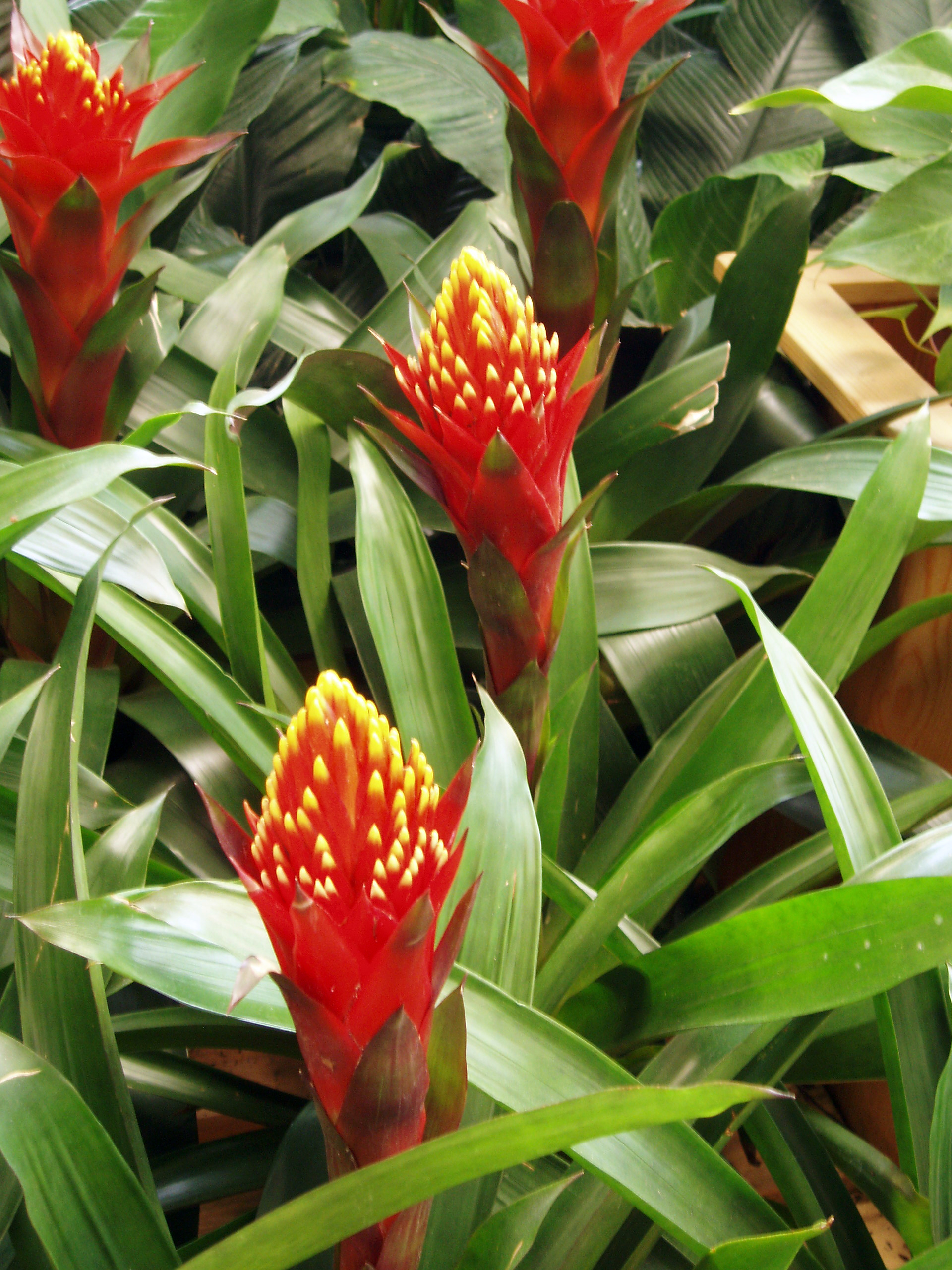
Гусмания, названная в честь Анастасио Гусмана, — популярное комнатное растение (в русскоязычной литературе чаще используется неправильное название гузмания

О точном месте и годе рождения Анастасио Гусмана нет достоверных данных, также как и о его ранней жизни в Испании. Достоверно известно, что из Испании он приехал в Буэнос-Айрес, затем перебрался в Чили и Перу, где изучал богатую флору и фауну этих стран вместе с другим известным испанским натуралистом Хуаном Хосе Тафалья. В 1801 году переехал в Кито (Эквадор). В Эквадоре продолжил на собственные средства исследования природы этой страны.
Умер в 1807 году в горах Льянханатес в глубине Эквадора, в поисках сокровищ инков, спрятанных там по легенде инкским военачальником Руминьяви.
Вдова Анастасио Гусмана вместе с другим эквадорским исследователем Хосе дель Валье пытались найти и восстановить собранные Гусманом материалы его исследований, но безуспешно. Считалось, что его документы полностью утрачены, но в наше время вновь предпринимаются попытки найти что-либо в Кито.
В 1860 году английский исследователь Ричард Спрус обнаружил и опубликовал в журнале королевского географического общества документы (Valverde’s Derrotero) и карту Анастасио Гусмана с данными о сокровищах в горах Льянханатес.

## В честь Анастасио Гусмана
Ещё при его жизни, в 1802 году, испанские ботаники Иполито Руис Лопес и Хосе Павон назвали в его честь род растений Гусмания (Guzmania).
Немецкий ботаник Карл Сигизмунд Кунт назвал в честь Гусмана лютик Гусмана (Ranunculus guzmanii).